# Віре (Манш)
Віре́ (фр. Virey) — колишній муніципалітет у Франції, у регіоні Нормандія, департамент Манш. Населення — 1042 осіб (2011).
Муніципалітет був розташований на відстані близько 260 км на захід від Парижа, 90 км на південний захід від Кана, 60 км на південь від Сен-Ло.

## Історія
До 2015 року муніципалітет перебував у складі регіону Нижня Нормандія. Від 1 січня 2016 року належав до нового об'єднаного регіону Нормандія.
1 січня 2016 року Віре і Сен-Мартен-де-Ландель було приєднано до муніципалітету Сен-Ілер-дю-Аркуе.

## Демографія
Динаміка населення (INSEE ):
Розподіл населення за віком та статтю (2006):
| Стать | Всього | До 15 років | 15-24 | 25-44 | 45-64 | 65-85 | Понад 85 |
| --- | ------ | ----------- | ----- | ----- | ----- | ----- | -------- |
| Чоловіки | 514    | 95          | 74    | 143   | 115   | 87    | 0        |
| Жінки | 473    | 107         | 37    | 132   | 78    | 111   | 8        |
| \| Статево-вікова піраміда \| Статево-вікова піраміда \| Статево-вікова піраміда \| \| ----------------------- \| ----------------------- \| ----------------------- \| \| Чоловіки \| Вік \| Жінки \| \| 0 \| 85 + \| 8 \| \| 0 \| 80-84 \| 8 \| \| 41 \| 75-79 \| 25 \| \| 25 \| 70-74 \| 37 \| \| 21 \| 65-69 \| 41 \| \| 41 \| 60-64 \| 12 \| \| 21 \| 55-59 \| 29 \| \| 8 \| 50-54 \| 8 \| \| 45 \| 45-49 \| 29 \| \| 41 \| 40-44 \| 41 \| \| 45 \| 35-39 \| 33 \| \| 41 \| 30-34 \| 37 \| \| 16 \| 25-29 \| 21 \| \| 8 \| 20-24 \| 21 \| \| 66 \| 15-20 \| 16 \| \| 21 \| 10-14 \| 49 \| \| 49 \| 5-9 \| 25 \| \| 25 \| 0-4 \| 33 \| |        |             |       |       |       |       |          |
| Статево-вікова піраміда |        |             |       |       |       |       |          |
| Чоловіки | Вік    | Жінки       |       |       |       |       |          |
| 0 | 85 +   | 8           |       |       |       |       |          |
| 0 | 80-84  | 8           |       |       |       |       |          |
| 41 | 75-79  | 25          |       |       |       |       |          |
| 25 | 70-74  | 37          |       |       |       |       |          |
| 21 | 65-69  | 41          |       |       |       |       |          |
| 41 | 60-64  | 12          |       |       |       |       |          |
| 21 | 55-59  | 29          |       |       |       |       |          |
| 8 | 50-54  | 8           |       |       |       |       |          |
| 45 | 45-49  | 29          |       |       |       |       |          |
| 41 | 40-44  | 41          |       |       |       |       |          |
| 45 | 35-39  | 33          |       |       |       |       |          |
| 41 | 30-34  | 37          |       |       |       |       |          |
| 16 | 25-29  | 21          |       |       |       |       |          |
| 8 | 20-24  | 21          |       |       |       |       |          |
| 66 | 15-20  | 16          |       |       |       |       |          |
| 21 | 10-14  | 49          |       |       |       |       |          |
| 49 | 5-9    | 25          |       |       |       |       |          |
| 25 | 0-4    | 33          |       |       |       |       |          |

## Економіка
2010 року серед 632 осіб працездатного віку (15—64 років) 497 були активними, 135 — неактивними (показник активності 78,6%, у 1999 році було 76,0%). З 497 активних мешканців працювала 471 особа (246 чоловіків та 225 жінок), безробітними було 26 (10 чоловіків та 16 жінок). Серед 135 неактивних 53 особи були учнями чи студентами, 57 — пенсіонерами, 25 були неактивними з інших причин.

У 2010 році в муніципалітеті числилось 397 оподаткованих домогосподарств, у яких проживали 1037,0 особи, медіана доходів виносила 16 500 євро на одного особоспоживача